# Moorilla Hobart International 2011
Moorilla Hobart International 2011 — жіночий тенісний турнір, що проходив на відкритих кортах з твердим покриттям. Це був 18-й за ліком турнір. Належав до категорії International у рамках Туру WTA 2011. Відбувся в Міжнародному тенісному центрі в Гобарті (Австралія). Тривав з 7 до 15 січня 2011 року.

## Учасниці

### Сіяні учасниці
| Країна    | Гравчиня               | Рейтинг1 | Сіяна |
| --------- | ---------------------- | -------- | ----- |
| Франція   | Маріон Бартолі         | 16       | 1     |
| Росія     | Анастасія Павлюченкова | 21       | 2     |
| Болгарія  | Цветана Піронкова      | 35       | 3     |
| Італія    | Роберта Вінчі          | 38       | 4     |
| Чехія     | Клара Закопалова       | 41       | 5     |
| Австралія | Ярміла Грот            | 42       | 6     |
| Італія    | Сара Еррані            | 43       | 7     |
| Німеччина | Анджелік Кербер        | 46       | 8     |

- станом на 3 січня 2011

### Інші учасниці
Нижче наведено учасниць, які отримали вайлдкард на участь в основній сітці:
- Алісія Молік[1]
- Саллі Пірс[2]
- Олівія Роговська[3]

Нижче наведено гравчинь, які пробились в основну сітку через стадію кваліфікації:
- Альберта Бріанті
- Ольга Говорцова
- Таміра Пашек
- Магдалена Рибарикова

## Переможниці та фіналістки

### Одиночний розряд
Ярміла Грот —  Бетані Маттек-Сендс, 6–4, 6–3
- Для Грот це був перший титул за сезон і 2-й - за кар'єру.

### Парний розряд
Сара Еррані /  Роберта Вінчі —  Катерина Бондаренко /  Ліга Декмеєре, 6–3, 7–5